# Natuurvriendenhuis Morgenrood
Natuurvriendenhuis Morgenrood is een 'doe-het-zelf'-hotel van het Nederlands Instituut voor Volksontwikkeling en Natuurvriendenwerk (Nivon). Het huis staat in het bos bij Oisterwijk in Noord-Brabant en omvat, behalve een groepsaccommodatie voor maximaal 85 personen, een vakantiehuis – Klein Morgenrood – voor maximaal 10 personen en een natuurkampeerterrein met 75 kampeerplaatsen.

## Ligging
Het natuurvriendenhuis Morgenrood ligt op een terrein van 5 ha, langs de Scheibaan, ingeklemd tussen de natuurgebieden Oisterwijkse Bossen en Vennen in het westen en Kampina in het oosten. In de tijd dat Morgenrood werd gesticht was de Scheibaan de grens tussen de gemeenten Oisterwijk en Haaren, en lag Morgenrood, net als een aantal andere toeristische ondernemingen, aan de oostkant van de weg, op Haarens grondgebied. Inmiddels is het gebied geannexeerd door Oisterwijk. 
In de onmiddellijke nabijheid van het huis ligt het Belversven, een groot ven op de Kampina.

## Geschiedenis
Langs de Scheibaan verrezen in de jaren dertig verschillende gebouwtjes met toeristische voorzieningen voor lieden van eenvoudige komaf, die de plaatselijke autoriteiten een doorn in het oog waren. Zo begon Theodorus van Heck rond 1934 op Scheibaan 9 een vakantieverblijf, dat al snel de naam Domo (El) Contento kreeg. In 1937 begon Bernardus Spängberg een recreatiebedrijf dat zou uitgroeien tot de Belvertshoeve, en ook Morgenrood paste in deze reeks.

### De beginjaren
Morgenrood werd in 1932 gesticht door de Amsterdamse ondernemer Hendrik Klein. Hij nam het hoenderpark van B. Voetman over om achter het kippengaas een vakantiekamp te beginnen.  Het was bestemd voor het personeel van een van zijn ondernemingen, een grossierderij. Voor het personeel richtte hij de SAHA op, de Samenwerkende Handelsbedienden. Het personeel kreeg aandelen en rechten in de onderneming. De SAHA was aangesloten bij de vereniging Gemeenschappelijk Grondbezit (GGB). Die was tot stand gekomen als uitvloeisel van projecten van Frederik van Eeden en christen-anarchisten. Het vakantieoord droeg de naam 'Morgenrood'. 
Het werd al snel opengesteld voor niet-personeelsleden. Ook joodse vluchtelingen uit Duitsland vonden er onderdak. Klein organiseerde wandelingen door de bossen. De gasten zwommen in het geniep gemengd in het Belversven. Gemengd zwemmen (van vrouwen en mannen) was in die tijd niet toegestaan.
In de gemeente Oisterwijk leefden ernstige bedenkingen jegens Morgenrood. Het zou gaan om ongeordende en onaanzienlijke gebouwen, om ongecontroleerd kamperen,  baden en zwemmen. De Oisterwijkse burgemeester Verwiel noemde Morgenrood een "absoluut communistisch georiënteerd kamp" en hij signaleerde dat er voor kinderen anti-religieuze poppenkastvoorstellingen werden gegeven. De veldwachters slingerden aan de lopende band vakantiegangers op de bon, die gemengd wandelden in korte broek, in groepen langs de kant van de weg zaten of gemengd zwommen. 
De voorzitter van Natuurmonumenten, Pieter van Tienhoven, koos partij voor de burgemeester. De stichting Het Brabants Landschap noemde Morgenrood een "schandvlek in het Brabants Landschap". De Minister van Binnenlandse Zaken is op 15 december 1936 nog persoonlijk poolshoogte komen nemen om te zien wat er waar was van de verwijten van Verwiel aan het adres van Klein.
In 1936 maakte Klein, samen met de architect Jan Visser, plannen voor de bouw van twee paviljoenen en een waslokaal met toiletinrichting.  Die plannen werden door de gemeente Haaren getraineerd. 
Alle moeilijkheden leidden er in 1938 toe dat Hendrik Klein Oisterwijk de rug toekeerde.
Klein verkocht in 1938 het vakantieoord aan het Instituut voor Arbeidersontwikkeling (IvAO). Hij liet vastleggen dat de naam "Morgenrood" niet mocht worden veranderd. Overigens liep het met Hendrik Klein slecht af. Enkele dagen voor het einde van de Tweede Wereldoorlog werd hij – verdacht van hulp aan onderduikers –  opgepakt door de Sicherheitsdienst en op 12 april 1945 in Apeldoorn geëxecuteerd.

### Het Instituut voor Arbeidersontwikkeling en het Nivon
Al een jaar nadat Klein zijn vakantieoord aan het IvAO had overgedaan kon Het Volk melden dat Morgenrood ging uitbreiden: "Er komen –  onder de architectuur van den populairen Jan Visser – twee nieuwe paviljoens bij met twintig kamers, waar men in gezinsverband kan logeren." De beheerder, Piet Schats, bleek over betere contacten met het gemeentebestuur te beschikken dan Hendrik Klein. 

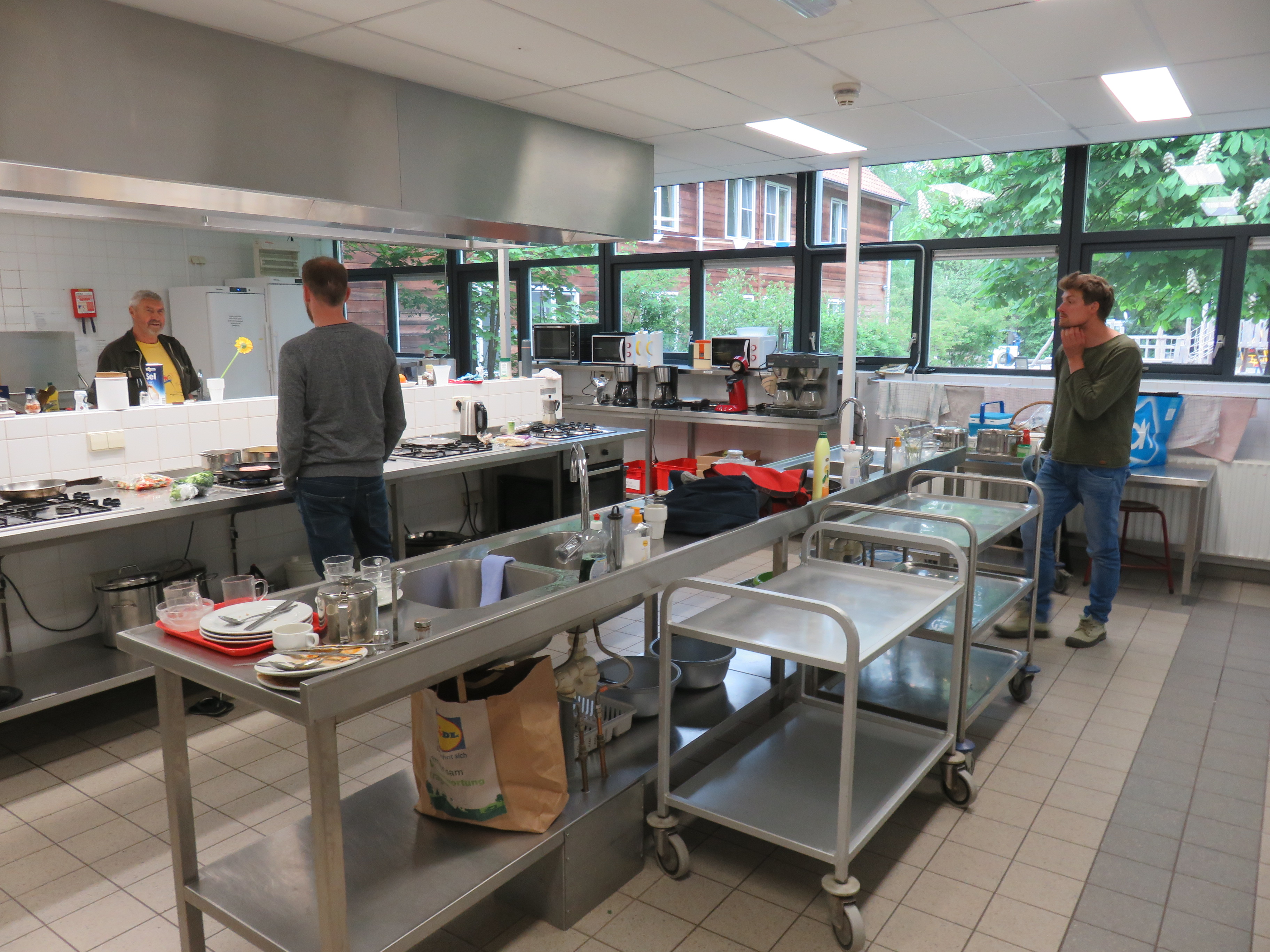
Kijkje in de keuken

Toen een jaar later de Tweede Wereldoorlog uitbrak werd het natuurvriendenhuis geconfisqueerd. Na de oorlog kwam het weer in bezit van het IvAO. In 1959 ging het IvAO op in het Nivon. 
Tot 1976 fungeerde het huis als familiepension, met volledige verzorging. In 1976 werd het systeem van zelfverzorging ingevoerd: vanaf dat moment werden gasten geacht hun eigen maaltijden klaar te maken in de gemeenschappelijke keuken. In de jaren 2000-2001 is het huis grondig verbouwd. In 2010 is ook de camping onderhanden genomen. Er kwamen meer plaatsen met elektra en er kwam wifi.

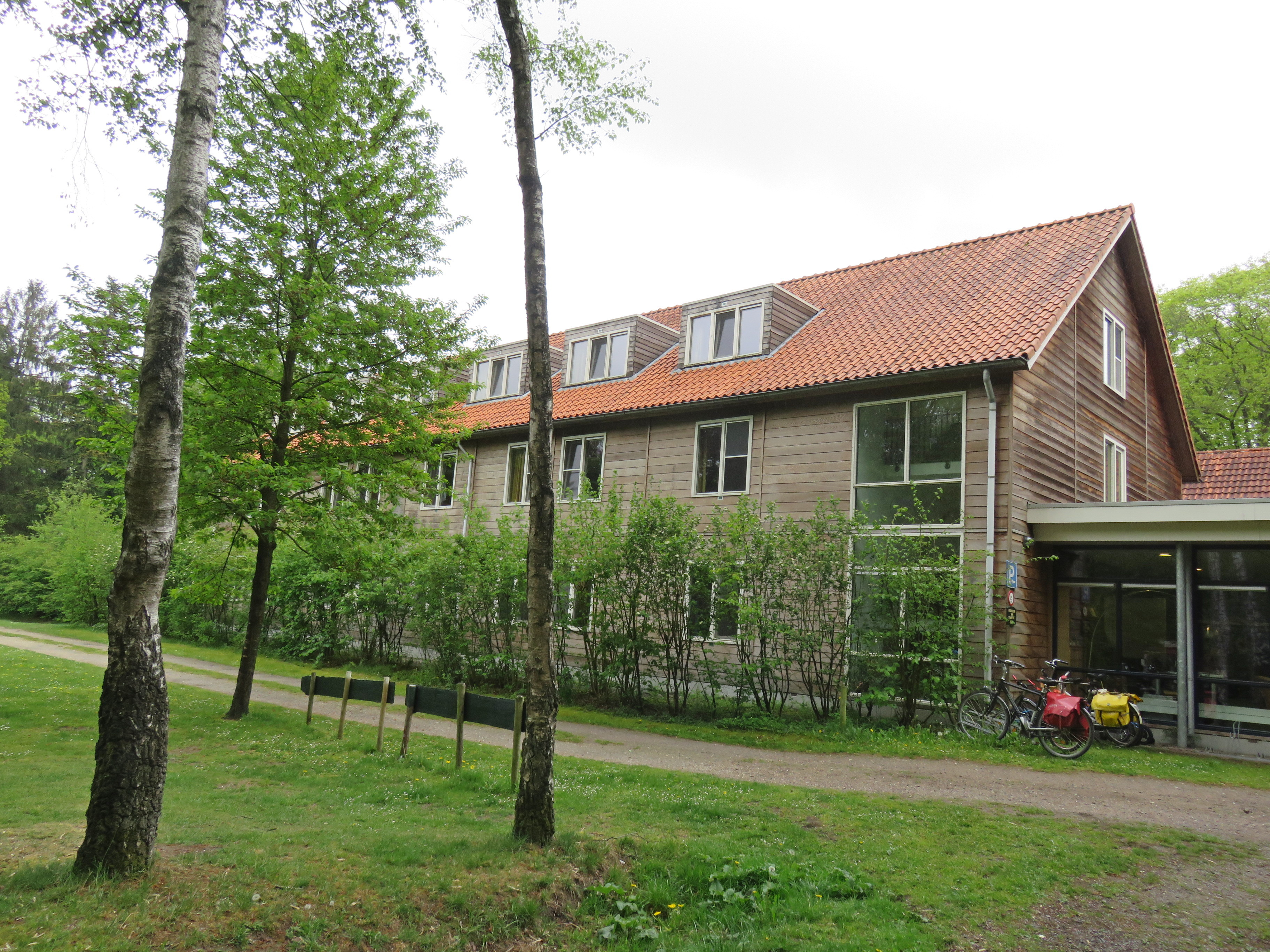
De zijvleugel met de slaapvertrekken

## Accommodatie
In de dertien natuurvriendenhuizen van Nivon verblijven gasten op basis van zelfverzorging. Keukens, gemeenschappelijke verblijfsruimten en sanitaire voorzieningen worden gedeeld. Het gebouw heeft drie verdiepingen.  Er zijn 38 tweepersoonskamers, waarvan een deel via een tussendeur verbonden is met de kamer ernaast. Er zijn enkele grotere kamers, met een extra (stapel-)bed. Het huis beschikt over een grote, volledig ingerichte keuken die voor alle gasten beschikbaar is, en er zijn twee gemeenschappelijke ruimten. Rondom het gebouw liggen grote terrassen, grasveldjes en een speeltuin. 
Door het jaar heen worden allerlei activiteiten georganiseerd, zoals workshops, wandeldagen, creatieve activiteiten en weken voor 55-plussers. 
Achter het huis ligt een kampeerterrein met 75 plaatsen, waarvan de helft met elektra-aansluiting. Een deel van het terrein is gereserveerd voor leden van Nivon of kampeerders die zijn aangesloten bij de Stichting Natuurkampeerterreinen. 
Behalve het natuurvriendenhuis bevindt zich op het terrein ook nog een vakantiehuis, genaamd Klein Morgenrood, dat plaats biedt aan maximaal 10 personen.

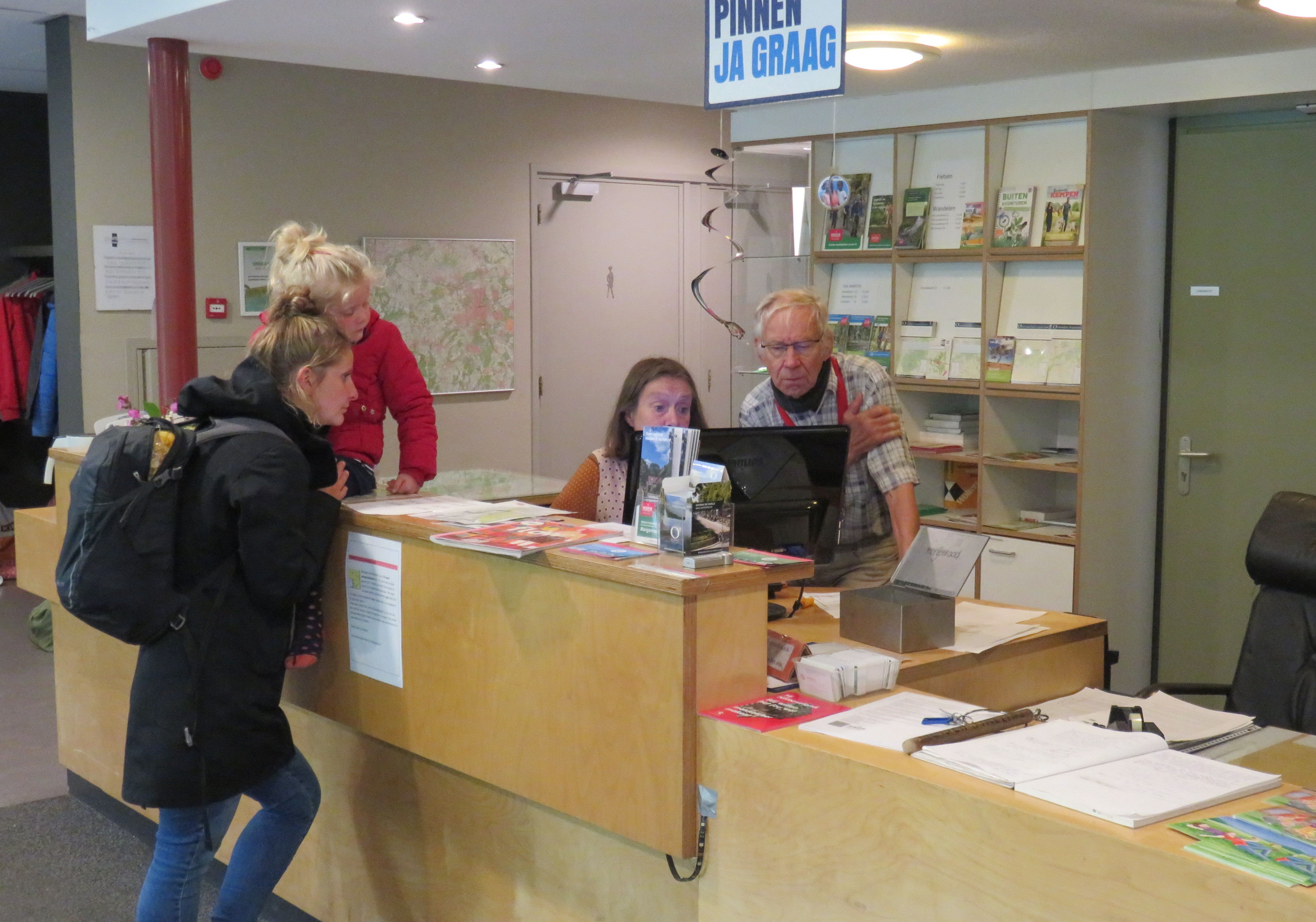
De receptie wordt bemand door de huiswachten

## Beheer
Natuurvriendenhuizen zijn praktisch en eenvoudig ingericht en worden beheerd door teams van vrijwilligers. Het vrijwilligersteam van Morgenrood telt ongeveer 80 personen.  In Morgenrood zijn permanent ten minste twee gastheren/gastvrouwen aanwezig, die in Nivon-kringen de naam "huiswacht" dragen. Ook het onderhoud van de gebouwen en het terrein wordt door vrijwilligers uitgevoerd. Alleen een deel van de schoonmaakwerkzaamheden is uitbesteed aan een bedrijf. 
Sinds februari 2019 heeft Morgenrood een Gouden Green Key. Morgenrood is sinds die datum een gecertificeerd duurzaam bedrijf. 